# 문혜정
문혜정(文惠貞, 1969년 10월 31일~)은 대한민국 여성 전문 MC, 시사프로그램 진행자 출신의 정치인이며 대학 교수이다.

## 이력
- 서울특별시50플러스재단 대표이사 (2021.10~11, 2개월 근무 개인사로 사직)
- 제21대 국회의원선거 미래한국당 비례대표 공천 (2020. 03.27)
- 여의도연구원 제2부원장 (2020)
- 일본 게이오대학교 법학부 방문연구원 (2017~2019)
- 국회방송 "생방송 국회 투데이 브리핑" 앵커 (2016)
- 서울문화예술전문대학 교수 (2014~2016)
- 여의도연구원 정책자문위원 (2016)
- SBS 공채 1기 전문MC (1994)
- MBC "한국에 가고 싶다" (2001~2002)
- "남북 평양 대축전 5주년 기념행사" 방송 취재 및 기념방송 출연 (2005)
- 국가핵심기반 재난대응훈련 공로 행정자치부 장관 표창 (2005)
- MBC 방송대상 수상 (2005)
- KTV "정책 인사이드" 진행 (2008)
- 국회방송 "생방송 국회 투데이 브리핑" 앵커 (2016) 등 KBS, MBC, SBS, EBS 다수의 사회, 시사 프로그램 등을 진행

## 역대 선거 결과
| 실시년도 | 선거   | 대수 | 직책     | 선거구   | 정당       | 득표수       | 득표율          | 순위          | 당락 | 비고      |
| -------- | ------ | ---- | -------- | -------- | ---------- | ------------ | --------------- | ------------- | ---- | --------- |
| 2020년   | 총선   | 21대 | 국회의원 | 비례대표 | 미래한국당 | 9,441,520 표 | \| \| 33.84% \| | 비례대표 29번 | 낙선 | 승계 불능 |
|          | 33.84% |      |          |          |            |              |                 |               |      |           |